# Встреча на далёком меридиане (фильм)
«Встре́ча на далёком меридиа́не» — советский художественный мини-сериал 1977 года по мотивам одноимённого романа американского писателя Митчела Уилсона.

## Сюжет
Фильм посвящён сотрудничеству советских и американских учёных-физиков в атмосфере «разрядки». Главный герой — американский физик с мировым именем Николас Реннет — едет в СССР. Здесь ему предстоит решить много важных научных и нравственных проблем и встретить большую любовь.
В центре сюжета — взаимоотношения физиков Николаса Реннета и Дмитрия Гончарова, проводящих совместные научные эксперименты в Советском Союзе. Между ними устанавливаются тёплые отношения. Никлас, как и Дмитрий (Митя), влюбляется в Валентину Корнилову, которая также участвует в их научной работе. В конце фильма выясняется, что Валентина выходит замуж за Дмитрия. Фильм заканчивается дружеской беседой между главными героями по телефону, когда по телевизору показывают кадры стыковки космических кораблей по программе «Союз — Аполлон».

## В ролях
- Владислав Дворжецкий — Николас Реннет, американский учёный-физик
- Василий Лановой — Дмитрий Гончаров, советский учёный-физик
- Альгимантас Масюлис — Леонард Хэншел, дипломат
- Любовь Альбицкая — Мэрион, секретарь Реннета
- Жанна Болотова — Руфь Крэйн, бывшая жена Реннета
- Валентина Шендрикова — Валентина Корнилова, учёная
- Наталья Фатеева — Анни Робинсон, переводчица
- Владимир Сичкарь — Сергей Панин, учёный-физик
- Александр Вокач — Фрэнк Прескотт, американский учёный-физик
- Александр Шворин — Адамс, корреспондент
- Анатолий Ромашин — Мартин Филиппс, сотрудник американского посольства
- Вацлав Дворжецкий — Горячев
- Картлос Марадишвили — Георгий Геловани
- Наталия Корчагина — журналистка
- Нина Пушкова — Эйвелин
- Владимир Акимов — Джордж
- Всеволод Шиловский — американский учёный
- Вадим Грачёв — Николай Киреев
- Владимир Грицевский — учёный в экспедиции

## Съёмочная группа
- Автор сценария: Иван Менджерицкий
- Режиссёр-постановщик: Сергей Тарасов
- Оператор: Борис Олифер
- Художник: Валерий Назаров
- Композитор: Николай Каретников

## Оценки фильма
Вскоре после выхода фильма кинокритик О. Ф. Нечай упрекнула телесериал «Встреча на далёком меридиане» в «тенденции к костюмности и лихой зрелищности при отсутствии глубинных нравственных проблем времени». В дальнейшем она написала: «В картине… несмотря на перенесение событий из 1950-х годов в 1970-е и показ стыковки космических кораблей „Союз“ — „Аполлон“, всё же ощущаются знакомые стереотипы других лент. Актуализация сюжета была чисто внешней, фильм прошёл незаметно и скоро забылся».
Однако киновед и кинокритик А. В. Фёдоров назвал фильм «знаковым»:
Наверное, самым «знаковым» советским фильмом, напрямую выходящим на тему «разрядки», стала экранизация романа М. Уилсона «Встреча на далёком меридиане» (1977, режиссёр С. Тарасов). Выдающийся актёр Владислав Дворжецкий (1939—1978) сыграл в ней роль американского учёного-физика, который на протяжении всего действия находится в состоянии интеллектуального диалога со своим советским коллегой (В. Лановой). Игра В. Дворжецкого психологически настолько убедительна, что даже сегодня его, несомненно, обаятельный герой не кажется схематичным продуктом «холодной войны». Я лично что-то не припомню столь ярко сыгранных западными актёрами русских положительных персонажей...